# Riuttasaaret (ö i Södra Savolax, S:t Michel, lat 61,51, long 27,56)
Riuttasaaret är en ö i Finland. Den ligger i sjön Saimen och i kommunen Sankt Michel i den ekonomiska regionen  S:t Michel och landskapet Södra Savolax, i den södra delen av landet, 200 km nordost om huvudstaden Helsingfors. Öns area är 1 hektar och dess största längd är 150 meter i öst-västlig riktning.  Notera att namnet antyder att det är fråga om flera öar.